# Vermögenswirksame Leistungen
Vermögenswirksame Leistungen (abgekürzt VL oder vwL) sind Geldleistungen, die der Arbeitgeber für den Arbeitnehmer oder andere Begünstigte in einer der in § 2 Abs. 1 des deutschen Fünften Vermögensbildungsgesetz (5. VermBG) genannten Anlageformen anlegt. Sie sollen dem langfristigen Vermögensaufbau der Beschäftigten dienen, was entsprechend dem 5. VermBG mit Arbeitnehmersparzulage staatlich gefördert werden kann.
Vermögenswirksame Leistungen können als Leistungen des Arbeitgebers, als eigene Leistungen des Arbeitnehmers (auf Antrag vom Arbeitsentgelt)  oder in Kombination von Arbeitgeber- und Arbeitnehmerleistungen erbracht werden. Zum begünstigten Personenkreis gehören neben allen Arbeitnehmern, deren Arbeitsverhältnis deutschem Recht unterliegt, unter anderen Auszubildende, Beamte, Richter und Soldaten.

## Geschichte
Die staatliche Förderung der Vermögensbildung in Arbeitnehmerhand begann 1961 mit dem Gesetz zur Förderung der Vermögensbildung der Arbeitnehmer (kurz Vermögensbildungsgesetz), dem sogenannten 312-Mark-Gesetz, durch das Arbeitnehmer vermögenswirksam festgelegte Beträge bis zu jährlich 312 DM steuer- und versicherungsfrei sparen konnten. 1965 trat das zweite Vermögensbildungsgesetz in Kraft. Das dritte Vermögensbildungsgesetz von 1970 verdoppelte den Höchstbetrag für vermögenswirksame Leistungen (624-DM-Gesetz) und ersetzte die Steuer- und Sozialabgabenfreiheit der vermögenswirksamen Leistungen als Sparförderung, die bis dahin vorwiegend von Beziehern höherer Einkommen genutzt wurde, durch ein Zulagensystem, die einkommensabhängige Arbeitnehmersparzulage. 1983 wurde der Höchstbetrag durch das vierte Vermögensbildungsgesetz, dem sogenannten 936-Mark-Gesetz, abermals erhöht. 1994 trat das 5. VermBG in Kraft.

## Anspruch und Antragstellung
Vermögenswirksame Leistungen können vom Arbeitgeber aufgrund des Arbeitsvertrags, eines Tarifvertrags, einer Betriebsvereinbarung oder einer bindenden Festsetzung nach dem Heimarbeitsgesetz zusätzlich zum Grundgehalt des Arbeitnehmers erbracht werden (§ 10 Abs. 1 des 5. VermBG). Beamte, Richter sowie Zeit- und Berufssoldaten  haben kraft des Gesetzes über vermögenswirksame Leistungen Anspruch auf vermögenswirksame Leistungen. Anspruchsberechtigte Beschäftigte sind nicht verpflichtet, die vom Arbeitgeber zu erbringenden vermögenswirksamen Leistungen in Anspruch zu nehmen.
Arbeitnehmer können zudem vom Arbeitgeber verlangen, dass Teile ihres Arbeitslohns bzw. Grundgehalts vermögenswirksam angelegt werden (§ 11 des 5. VermBG). Die Förderfähigkeit setzt voraus, dass Arbeitnehmer die Art der vermögenswirksamen Anlage und das Unternehmen oder Institut, bei dem sie erfolgen soll, frei wählen können (§ 12 des 5. VermBG). Die vermögenswirksamen Leistungen werden vom Arbeitgeber unmittelbar in die vom Arbeitnehmer gewählte Anlage eingezahlt.
Begünstigter Personenkreis
Für die Anlage vermögenswirksamer Leistungen kommen ausschließlich unselbständig Beschäftigte in Betracht. Dies umfasst unbeschränkt und beschränkt einkommensteuerpflichtige Arbeitnehmer sowie Auszubildende in der Privatwirtschaft und im öffentlichen Dienst, deren Arbeits- oder Ausbildungsverhältnis deutschem Arbeitsrecht unterliegt. Auch Heimarbeiter, Beamte, Richter sowie Berufs- und Zeitsoldaten zählen zum geförderten Personenkreis.
Das 5. VermBG gilt unter anderen auch für:
- ausländische Arbeitnehmer, die als Grenzgänger in Deutschland arbeiten,
- Arbeitnehmer, die als Grenzgänger im benachbarten Ausland nach ausländischem Arbeitsrecht beschäftigt sind, jedoch ihren ständigen Wohnsitz und Lebensmittelpunkt in Deutschland haben,
- Menschen mit Behinderung im Arbeitsbereich anerkannter Werkstätten für behinderte Menschen, die zu den Werkstätten in einem arbeitnehmerähnlichen Rechtsverhältnis (§ 221 Abs. 1 SGB IX) stehen,
- Kommanditisten oder stille Gesellschafter, wenn sie mit der Gesellschaft oder dem Unternehmen einen Arbeitsvertrag abgeschlossen haben, der sie in eine abhängige Stellung bringt und sie deren Weisungsrecht unterstellt,
- kurzfristig Beschäftigte, Aushilfskräfte in der Land- und Forstwirtschaft und geringfügig entlohnte Beschäftigte, deren Arbeitslohn der Lohnsteuerpauschalierung unterliegt.

Es gilt unter anderen nicht für:
- Rentner und Pensionäre, wenn sie nicht weiter in einem Arbeitsverhältnis stehen,
- Personen, die beispielsweise ein freiwilliges soziales Jahr, ein freiwilliges ökologisches Jahr oder den Bundesfreiwilligendienst leisten,
- Bedienstete internationaler Organisationen, deren Arbeitsverhältnis nicht deutschem Arbeitsrecht unterliegt,
- Entwicklungshelfer im Sinne des Entwicklungshelfer-Gesetzes
- sogenannte Ehrenbeamte, z. B. ehrenamtliche Bürgermeister.

## Anlageformen und staatliche Förderung
Unabhängig davon, ob die vermögenswirksamen Leistungen vom Arbeitgeber oder vom Arbeitnehmer gezahlt werden, können sie mit Arbeitnehmersparzulage gefördert werden, je nach Anlageform in Höhe von 9 % (Bausparen und wohnungswirtschaftliche Verwendungen) oder 20 % (Beteiligungen am Produktivkapital) gemäß § 13 Abs. 2 des 5. VermBG. Der Arbeitnehmer kann beide Förderungen gleichzeitig in Anspruch nehmen, allerdings nicht für dieselbe Sparleistung.
Die Arbeitnehmersparzulage kann maximal 123 Euro pro Jahr betragen: 400 Euro Anlage im Kalenderjahr in Beteiligungen am Produktivkapital (bspw. an Investmentfonds) können mit 20 % und somit 80 Euro gefördert werden, 470 Euro Anlage im Kalenderjahr in einem Bausparvertrag oder in wohnwirtschaftlichen Verwendungen können mit 9 % und somit (steuerrechtlich aufgerundet) 43 Euro gefördert werden. Für Zusammenveranlagte gilt jeweils der doppelte Betrag.
Die Arbeitnehmersparzulage wird nur gewährt, wenn das zu versteuernde Einkommen des Arbeitnehmers 40.000 Euro, bei Zusammenveranlagten 80.000 Euro nicht überschreitet (§ 13 Abs. 1 des 5. VermBG). Sie ist mit der Einkommensteuererklärung zu beantragen und wird dann durch das für die Besteuerung des Arbeitnehmers zuständige Wohnsitzfinanzamt festgesetzt.
Um die Arbeitnehmersparzulage zu erhalten, darf über die angelegten vermögenswirksamen Leistungen innerhalb einer gesetzlichen Sperrfrist von sieben Jahren nicht verfügt werden. Die Sperrfrist beginnt immer rückwirkend am 1. Januar des Kalenderjahres, in dem das Anlageprodukt abgeschlossen wurde und endet am Ende des siebten Jahres. Eine vorzeitige prämienunschädliche Verfügung ist jedoch unter bestimmten Voraussetzungen möglich (§ 4 Abs. 4 Nr. 1 bis 5 des 5. VermBG). Die im Vertrag des Anlageproduktes geregelten Kündigungsbestimmungen werden von der Sperrfrist nicht berührt.
Anstelle einer Förderung durch die Arbeitnehmersparzulage kommt unter Umständen auch eine Förderung mittels Wohnungsbauprämie in Betracht.

### VL mit 9% Arbeitnehmersparzulage
Die Arbeitnehmersparzulage beträgt 9 % für die in Bausparverträgen und bei wohnungswirtschaftlichen Verwendungen (nach § 2 Abs. 1 Nr. 4 und 5 des 5. VermBG) angelegten vermögenswirksamen Leistungen, soweit sie 470 Euro im Kalenderjahr nicht übersteigen. Zu den wohnwirtschaftlichen Verwendungen können beispielsweise Tilgungen von Baudarlehen oder der Erwerb von Genossenschaftsanteilen einer Wohnungsbaugenossenschaft zählen.

### VL mit 20% Arbeitnehmersparzulage
Die Arbeitnehmersparzulage beträgt 20 % bei in Beteiligungen am Produktivkapital (nach § 2 Abs. 1 Nr. 1 bis 3, Abs. 2 bis 4 des 5. VermBG) angelegten vermögenswirksamen Leistungen, soweit sie 400 Euro im Kalenderjahr nicht übersteigen.
Zu den Beteiligungen am Produktivkapital zählen:
- Aktien
- Fonds
- Wandelschuldverschreibungen (Anleihen)
- Genossenschaftsanteile
- Kapitalbeteiligungen an einer GmbH
- Stille Beteiligungen
- Genussrechte

### Wohnungsbauprämie
Vermögenswirksame Leistungen, für die keine Arbeitnehmersparzulage gewährt wird, können wie über die vermögenswirksamen Leistungen hinausgehende Sparbeiträge unter den Voraussetzungen des Wohnungsbau-Prämiengesetzes (WoPG 1996) als prämienberechtigt für die Wohnungsbauprämie gelten. Die Wohnungsbauprämie in Höhe von 10 % ist eine von der Arbeitnehmersparzulage und dem 5. VermBG unabhängige Förderung, die die wohnungswirtschaftliche Nutzung von Geldern subventioniert.

### Anlageformen ohne staatliche Förderung
Vermögenswirksame Leistungen können auch für andere Anlageprodukte wie Kapitalversicherungsverträge mit einer Lebensversicherung oder einem Banksparplan verwendet werden, eine staatliche Förderung ist dabei allerdings nicht möglich.

## VL-Leistungen im öffentlichen Dienst
Die tarifvertraglich seitens des Arbeitgebers bzw. durch Gesetz seitens des Dienstherrn im öffentlichen Dienst zu zahlenden vermögenswirksamen Leistungen betragen:
| VL-Betrag | Berechtigte |
| --------- | --- |
| 06,65 €   | Beamte, Richter und Soldaten (BBVLG 1975) sowie Angestellte im öffentlichen Dienst (TVöD, TV-L etc.)                                                                                  |
| 13,29 €   | Auszubildende (TVAöD) und Beamte auf Widerruf im Vorbereitungsdienst, deren Bezüge monatlich 971,45 Euro nebst Familienzuschlag der Stufe 1 nicht übersteigen (§ 2 Abs. 2 BBVLG 1975) |
| 40,00 €   | Angestellte im Tarifvertrag der Sparkassen (TVöD-S); seit 1. März 2024 auch Angestellte im Berufsgenossenschaftlichen Angestellten Tarifvertrag (BGAT)                                |

Personen, die als Ehrenbeamte, ehrenamtliche Richter, Rentner oder Pensionäre tätig sind, sind von Zuschüssen für vermögenswirksame Leistungen ausgeschlossen.
Wie Arbeitnehmer vom Arbeitgeber verlangen können, dass zusätzlich Teile ihres Arbeitslohns bzw. Grundgehalts vermögenswirksam angelegt werden, können auch Beamte, Richter und Soldaten dieses vom Dienstherrn verlangen.

## Rechtliche Einordnung der VL
Vermögenswirksame Leistungen sind arbeitsrechtlich Bestandteil des Lohns; der Anspruch auf die vermögenswirksame Leistung ist nicht übertragbar (§ 2 Abs. 7 des 5. VermBG). Sie gehören zu den Einkünften aus nichtselbständiger Arbeit und sind Arbeitsentgelt im Sinne der Sozialversicherung und des Dritten Buches Sozialgesetzbuch und in voller Höhe zu versteuern. Sie sind nicht auf den gesetzlichen oder tariflichen Mindestlohnanspruch von Arbeitnehmern anzurechnen. Erträge aus den VL-Anlagen unterliegen als Einkünfte aus Kapitalvermögen der Besteuerung; je nach Anlageform unterliegen sie der Kapitalertragssteuer als Abgeltungssteuer (25 %), die direkt vom jeweiligen Institut abgeführt wird. Aus Arbeitgebersicht handelt es sich bei vermögenswirksamen Leistungen um betriebliche Sozialleistungen (freiwillige bzw. tarifliche).
Seit 1. Januar 2017 ist das Verfahren der elektronischen Vermögensbildungsbescheinigung (§ 15 VermBG) für vermögenswirksame Leistungen anzuwenden. Das Anlageinstitut muss bis spätestens zum 28. Februar nach dem betreffenden Veranlagungsjahr die elektronische Vermögensbildungsbescheinigung an die zuständige Finanzbehörde übermitteln.